# 宮城島 (沖縄県大宜味村)
宮城島（みやぎじま、みやぐすくじま）は沖縄県の沖縄本島北部に入り込む塩屋湾上にある島で、沖縄県国頭郡大宜味村に属する。

## 地理
塩屋湾の西側の湾口部にある島で、島の西側は東シナ海に面し、島全体が沖縄海岸国定公園に指定されていたが、2016年に新設されたやんばる国立公園に移管された。島の北側と南側は沖縄本島に挟まれており、北側には塩屋大橋、南側には宮城橋が架かっており、徒歩や自動車で沖縄本島との往来が可能である。
- 人口: 約150人
- 面積: 0.24 km2[3]
- 周囲: 2.8 km[4][より良い情報源が必要]

## 歴史
琉球王国時代には、渡し船で沖縄本島と往来していた。後に塩屋湾を一周する道路が完成したが、1937年に宮城橋、1963年には塩屋大橋が開通した。塩屋大橋が開通したことで、塩屋湾の海岸部を迂回せずに宮城島を通って大宜味村中心部と名護市を行き来できるようになり、移動距離が約8 km短縮され、本島北部にとって重要な交通の要所となった。
また、塩屋大橋は完成当時、県下最長の橋であった。当初は銀色のアーチ橋で、その後周辺の森林と海に合うよう赤色に塗り替えられた。地元住民から「赤橋」の名で親しまれていたが、老朽化や幅員の狭さといった問題から、1999年に現在の橋へ架け替えられ、旧橋は沖合に沈められ魚礁として活用された。

## 交通

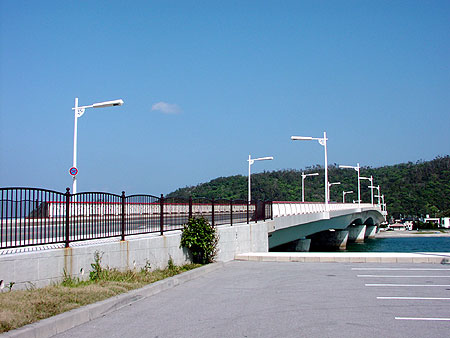
塩屋大橋、宮城島から撮影。

- 国道58号 - 北側は塩屋大橋、南側に宮城橋が架かっている。塩屋湾を迂回する道路は現在国道331号（以前は沖縄県道80号線）、沖縄県道9号線となっている。
- バス - 島内に宮城バス停があり以下の路線が通る。琉球バス交通・沖縄バスの共同運行。
  - 67番：名護市名護バスターミナル - 宮城 - 大宜味村中心部 - 国頭村辺土名バスターミナル